# Oscar Isaac
Oscar Isaac (rođen Óscar Isaac Hernández Estrada; 9. ožujka 1979.) je gvatemalsko-američki glumac i glazbenik. Glavne je uloge ostvario u humorističnoj drami U glavi Llewyna Davisa (za koju je nominiran za nagradu Zlatni globus), kriminalističkoj drami Godina nasilja i znanstveno-fantastičnom trileru Ex Machina u kojem je tumačio lik Nathana Hamleta Batemana. Godine 2006. portretirao je Svetog Josipa, Marijinog supruga, u filmu Priča o rođenju Isusa. Također je gumio i Joséa Ramosa-Hortu, bivšeg predsjednika Istočnog Timora, u australskom filmu Balibo za koji je osvojio nagradu AACTA u kategoriji najboljeg sporednog glumca.
U filmovima Ratovi zvijezda: Sila se budi i Ratovi zvijezda: Posljednji Jedi, Isaac je glumio pilota borbene letjelice X-Wing Poea Damerona, a u blockbusteru X-Men: Apokalipsa tumačio je glavnog negativca Apocalypsea. U HBO-ovoj mini-seriji Pokaži mi junaka nastupio je kao političar Nick Wasicsko, a za svoj je nastup nagrađen Zlatnim globusom u kategoriji najboljeg glumca u mini-seriji ili TV-filmu. Godine 2016. časopis Time proglasio je Isaaca jednim od stotinu najutjecajnijih ljudi svijeta. Godinu dana kasnije Vanity Fair ga je opisao kao "najboljeg glumca svoje generacije".

## Vanjske poveznice
- Oscar Isaac u internetskoj bazi filmova IMDb-u (engl.)